# Adolfo Celdrán Mallol
Adolfo Celdrán Mallol (Alacant, 1943) és doctor en ciències físiques, cantautor, músic, poeta i autor teatral, va ser membre fonamental de la nova cançó sorgida a Madrid en els anys seixanta. Les seves cançons van donar veu als poetes en l'Espanya de la dictadura i la transició, quan la poesia i les cançons socialment compromeses suposaven una arma revolucionària en la lluita per les llibertats.

## Discografia

### Discografia en solitari
- Cajitas (Single, Movieplay, 1969)
- Silencio (LP, Movieplay-Fonomusic, 1970)
- 4.444 veces, por ejemplo (LP, Movieplay-Fonomusic, 1975)
- Al borde del principio (LP, Movieplay-Fonomusic, 1976)
- Denegado (LP, Movieplay-Fonomusic, 1977)
- Jarmizaer, Jarmizaer (CD; La Fábrica de las Ideas/Ceyba Music/Ventura Music, 2001)[3]

### Col·laboracions discogràfiques
- León Felipe y sus intérpretes. Disc homenatge al poeta León Felipe, participen Joan Manuel Serrat, Adolfo Celdrán, Aguaviva, Luis Pastor, Francisco Rabal i la veu del mateix León Felipe. (Doble LP Movieplay/Fonomusic, 1976).
- Homenaje a las Víctimas del franquismo. Presentacions de: A. Gala, B. Vallejo, L. de Pablo, V. A. Estellés, M. Vázquez Montalbán, R. Marco, etc. (4 LPs, Ariola, 1987).
- De un tiempo y de un país. (Doble CD, Fonomusic, 1995).
- Canciones de amor y esperanza (Doble CD, Fonomusic,1997).
- Poesía Necesaria con su Música, participen, cantant a 20 poetes del segle xx, Amancio Prada, Paco Ibáñez, Joan Manuel Serrat, Joaquin Díaz, Ismael Serrano, Marina Rossell, Rosa León, Mª Dolores Pradera, Alberto Cortez, C. Montero, J. Bergia, L. Delgado, etc. (CD, 2003)
- Para la libertad, participen Serrat, Llach, Sabina, P.Milanès, V.Jara, Luis Eduardo Aute, V. Parra, Quilapayún, A. Belén. (CD, DRO-Warner, 2004)
- Cantando a Federico García Lorca, de la col·lecció La palabra más tuya. (CD, Fundación Autor, 2006)
- Cantando a Miguel Hernández, de la col·lecció La palabra más tuya. (CD, Fundación Autor, 2006)
- Cantando a Machado, de la col·lecció La palabra más tuya (CD, Fundación Autor, 2006)
- Cantando a León Felipe y Juan Ramón Jiménez, de la col·lecció La palabra más tuya(CD, Fundación Autor, 2006)
- Cantando a Blas de Otero y Celaya, de la col·lecció La palabra más tuya (CD, Fundación Autor, 2006)
- Cantando a: Carlos Álvarez, J. López Pacheco, Luis Cernuda y José Bergamín, de la col·lecció La palabra más tuya (CD, Fundación Autor, 2006)
- Cantando a Guillén, Benedetti y Martí, de la col·lecció La palabra más tuya (CD, Fundación Autor, 2006)
- Recopilació de la col·lecció La palabra más tuya. Adolfo Celdrán canta Contadme un Sueño, del poeta León Felipe. (BMG Music Spain, S.L., 2006)
- Cantautores en los 70. Adolfo Celdrán canta Antes del Odio del poeta Miguel Hernández. (CD, Dro East West, 2006)[3]